# Кулусук (аэропорт)
Международный аэропорт Кулусук (ИАТА: KUS, ИКАО: BGKK) — международный аэропорт, расположенный в Кулусуке (Гренландия, коммуна Сермерсоок) на одноимённом острове.

## История
Взлётно-посадочная полоса в Кулусуке была построена министерством обороны США в 1956 году для поддержки системы предупреждения о ракетном нападении. Военная станция была закрыта в 1991 году. Многие остатки военного использования поля США остаются, в том числе транспортные средства и установки, используемые военными для обслуживания полосы.
Как и некоторые другие аэропорты Гренландии, аэропорт не был построен в месте, подходящем для гражданских поездок. То есть не вблизи крупного населённого пункта. Ведутся дискуссии о строительстве нового аэропорта в Тасиилаке, крупном населённом пункте региона, и закрытии аэропорта Кулусук.

## Операции

Карта маршрутов, выполняющихся из аэропорта

В отличие от вертодрома в Тасиилаке, аэропорт в Кулусуке может обслуживать самолёты укороченного взлёта и посадки, функционируя как хаб для Тасиилака.
Учитывая растущее число пассажиров, путешествующих через аэропорт из-за стыковок, предоставляемых Icelandair, как внутренних в аэропорт Нерлерит Инаат, так и международных в Исландию, вертолётных рейсов в Тасиилак одного вертолёта Bell 212 авиакомпании Air Greenland, размещённого в аэропорту недостаточного для покрытия спроса.
До того как Air Greenland приобрела Air Alpha, из аэропорта выполнялись чартерные полёты на двух вертолётах.
Аэропорт Кулусук в сотрудничестве с Icelandair установил противообледенительное оборудование с зимы 2014—2015. В здании терминала находится небольшой кафетерий и киоск беспошлинной торговли в зале вылета/прилёта. Имеются общественные туалеты для людей с ограниченными способностями.
Доступ в зал вылета ограничен в связи с необходимостью проверки покупок в дьюти-фри. Пассажирам разрешается проходить через зал только непосредственно перед посадкой, что приводит к отсутствию разделения между прибывающими и вылетающими пассажирами в зале ожидания регистрации. Большинство прибытий и вылетов синхронизированы по времени, чтобы облегчить трансфер между пассажирами Icelandair и пассажирами Air Greenland, направляющимися в аэропорты Нуук, Тасиилак и Нерлерит-Инаат (и в несколько населённых пунктов оттуда). Зала ожидания недостаточно для размещения всех пассажиров, что приводит к большим очередям перед посадкой на рейсы.

## Авиационные происшествия и катастрофы
- 2 июля 1972 года Douglas C-47B с регистрационным номером F-WSGU авиакомпании Rousseau Aviation был повреждён в результате инцидента[8].
- 20 апреля 1985 года Fokker F27 Friendship с регистрационным номером YN-BZF авиакомпании Aeronica[англ.], выполняющего рейс из Рейкьявика в Кангерлуссуак разбился при заходе на посадку в аэропорту Кулусук, после того, как экипаж решил вернуться в аэропорт Кулусук, место их последней дозаправки. На борту находилось 5 членов экипажа. Погибли двое[9].